# Manos sucias
Manos Sucias es una película dramática colombiana de 2014 dirigida y escrita por Josef Kubota Wladyka. Fue producida ejectuviamente por Spike Lee y protagonizada por Cristian James Abvíncula, Yésica Orobio, Jarlin Javier Martínez, Andrés Reina Ruiz, Fidel Olaya y José Eliecer Romero. Esta producción colombo-estadounidense recibió nominaciones a los premios Independent Spirit en las categorías Mejor Montaje y Mejor Ópera Prima en 2015 y ganó un premio en el Festival de Cine de La Habana en la categoría Mejor Contribución Artística, entre otros galardones a nivel internacional.

## Sinopsis
A dos hombres se les encomienda la misión de transportar un artefacto lleno de cien kilos de cocaína en una lancha por las aguas del pacífico colombiano, simulando ser simplemente pescadores. Con la promesa de ganar mucho dinero para poder llevar una vida mejor, estos dos hombres deben encarar un viaje lleno de peligros del cual probablemente nunca regresen, y en el que tendrán que sacar a flote sus instintos más bajos.

## Reparto
- Cristian James Abvíncula
- Yésica Orobio
- Jarlin Javier Martínez
- Andrés Reina Ruiz
- Fidel Olaya
- José Eliecer Romero